# Jesús Moreno Rodríguez
Jesús Moreno Rodríguez (Rincón de la Victoria, Málaga, 24 de enero de 1986) es un jugador de rugby español. Su puesto en el campo es el de pilier. Es internacional por España. Desde 2019, se desempeña en el equipo español Andalucía Bulls Marbella RC, que juega en la División de Honor B de Rugby.

## Biografía
Jesús Moreno, nació en la provincia de Málaga, donde comenzó a jugar al rugby en el club de su ciudad, el Club de Rugby Málaga. Tras desempeñarse toda la vida en este equipo por motivos de estudios con 19 años se mudó a Madrid, pasando así a jugar con uno de los clubes históricos del rugby español el Complutense Cisneros en la máxima categoría del rugby nacional: la División de Honor.
Posteriormente, a los 21 años dio el salto al equipo espoirs (Sub-23) del club francés del Top 14, el Aviron Bayonnais. Un año más tarde le surgió la posibilidad de fichar por otro equipo, uno de los más potentes del rugby francés, también en la categoría espoirs, el ASM Clermont Auvergne, terminando en este equipo su etapa formativa relativa a esa edad, ya que alcanzó los 23 años y acabó fichando por un equipo de la segunda división del rugby francés de mitad de la tabla que en ese año intentaba mejorar su clasificación, el Union Bordeaux Bègles.

### Selección nacional
Debutó con la Selección Española el 26 de abril de 2008, en Tiflis frente a la Selección de Georgia con derrota por 22-20. Actualmente, es el segundo jugador en activo con más participaciones con la Selección Española, con un total de 53 caps.